# Pseudiberska ciklama
Pseudiberska ciklama (lat. Cyclamen pseudibericum) je vrsta višegodišnje biljke iz roda ciklama. Rasprostranjena je u području planininskih lanaca Nur i Aladaglar u južnoj Turskoj. Raste na nadmorskoj visini od 500 do 1500 metara. 

## Opis
Jedna je od najatraktivnijih vrsta u svom rodu. Ružičasti cvjetovi rastu između ožujka i svibnja. Mirisni su, veći nego kod zimske ciklame, kojoj ova biljka dosta nalikuje. Svaka latica je duga 18-25 milimetara, a široka 8-11 milimetara. Listovi su otprilike srcolikog oblika, s uzorkom koplja srebrne ili bijele boje. Također, listovi su širi nego duži, dugi su 2,3-7,8 centimetara, a široki 2-8,2 centimetara. 

## Vanjske poveznice
- Podaci i fotografije

Ostali projekti
|  | Zajednički poslužitelj ima još gradiva o temi Pseudiberska ciklama |
|  | Wikivrste imaju podatke o taksonu Pseudiberska ciklama             |